# Apolochus picadurus
Apolochus picadurus är en kräftdjursart som först beskrevs av J. L. Barnard 1962.  Apolochus picadurus ingår i släktet Apolochus och familjen Amphilochidae. Inga underarter finns listade i Catalogue of Life.